# El Puig (Malla)
El Puig és una casa modernista de Malla (Osona) inclosa a l'Inventari del Patrimoni Arquitectònic de Catalunya.

## Descripció
Gran torre amb una estructura annexa de la planta, amb un jardí que l'envolta, protegit per un gran mur de pedra, acabat amb dents de serra, a manera de muralla i dues entrades, una per la part davantera de la casa i l'altra per la part posterior.
Finestres:
a) Grans finestrals amb una llinda ornamental de ceràmica, decorada amb motius vegetals i protegides per uns grans porticons de fusta.
b) Trifori d'arcs de mig punt amb columnetes i capitells sense decoració.
c) Finestres d'arc conopial enllaçades per les motllures exteriors.
d) Finestres geminades acabades en arc lleugerament apuntat amb una petita circumferència al vèrtex, situada sota un arc de descàrrega.
Pou:
Estructura circular amb coberta de teula a una vessant amb una sola obertura. El parament és molt irregular i mostra diferents reformes de materials moderns.

## Història
Com moltes de les cases senyorials de Malla, es tracta d'un edifici que s'afegí a l'antiga masia per tal d'esdevenir la segona residència dels propietaris. Es realitzà posteriorment a la masoveria, seguint un estil historicista, és a dir intentant recuperar elements d'altres èpoques i reproduint-los.